# Cappelle Medicee
De Cappelle Medicee (Medici-kapellen) vormen een museum in de San Lorenzo-basiliek in Florence. Het museum bestaat hoofdzakelijk uit twee religieuze ruimten: De Cappella dei Principi of Vorstenkapel, gelegen achter de kerk en de Sagrestia Nuova, de nieuwe sacristie, gelegen aan een van de zijden van de kerk.
De beide ruimten fungeren als mausoleum voor de Medici. De San Lorenzo was de parochiekerk van deze familie
De Sagrestia Nuova is vooral beroemd en belangwekkend vanwege de graftombes die Michelangelo hier vervaardigde. De twee monumenten die tegenover elkaar tegen de linker- en de rechterwand staan, zijn van Lorenzo II de' Medici, hertog van Urbino (links) en Giuliano, hertog van Nemours (rechts). Hun beelden in de nissen boven de sarcofagen zijn geen portretten, maar geïdealiseerde voorstellingen die meer de bedoeling hadden om verschillende menstypen weer te geven: Lorenzo vertegenwoordigt het gesloten, contemplatieve karakter en Giuliano de extraverte, actieve leven. Op het verwijt dat de beelden niet leken, zou Michelangelo hebben gezegd: "Wie kan het over duizend jaar nog wat schelen hoe ze eruitzagen?" In de ruimte bevindt zich ook een Madonno met Kind van Michelangelo, geplaatst op een marmeren sarcofaag met de stoffelijke resten van Lorenzo il Magnifico en zijn in 1478 vermoorde broer Giuliano.
In de Cappella dei Principi zelf zijn de graftombes leeg, aangezien de zaal nooit afgewerkt is. Het was echter nooit de bedoeling om daar daadwerkelijk te worden bijgezet. De kapel was bedoeld als praalgraf. De resten van de overleden groothertogen bevinden zich onder eenvoudige stenen in de Cripta del Buontalenti, direct onder de kapel. Ook enkele groothertogen uit het huis Habsburg-Lotharingen zijn hier bijgezet.
Er zijn in de Cappella dei Principi grafmonumenten voor:
- Cosimo I de' Medici (de Grote, 1519-1574)
- Francesco I de' Medici (1541-1587)
- Ferdinando I de' Medici
- Cosimo II de' Medici
- Ferdinando II de' Medici
- Cosimo III de' Medici

Verder ligt Ferdinand III van Toscane (1769-1824) in de crypte begraven.
Er is nog een andere sacristie naast de kerk, die niet toegankelijk is vanuit het museum, de Sagrestia Vecchia, de oude sacristie, die bereikbaar is via de kerk. In de crypte onder de kerk liggen Cosimo de Oude (1389-1464) en de kunstenaar Donatello (1386-1466).